# The Fabulous Moolah
Mary Lilian Ellison (22 de julho de 1923 - 2 de novembro de 2007) foi uma lutadora profissional norte-americana de wrestling que trabalhou para a WWE por muitos anos, até a sua morte. É mais conhecida pelo seu nome de ring The Fabulous Moolah.
Ela conseguiu o recorde de ficar por incríveis 27 anos 10 meses e 5 dias (1956-1983) com o WWE Women's Championship, além de ser a primeira campeã feminina. De acordo com a WWE, ela acumula 4 títulos desses.
Apesar de ser considerada uma pioneira, existem relatos em que se conta existir uma rede de prostituição na sua escola para lutadoras (nunca foi feito nada para a condenar).

## Morte
Ellison faleceu em 2 de Novembro de 2007. De acordo com seu filho, ela sofreu um ataque cardíaco ou o coágulo do sangue rompeu-se devido a cirurgia de recolocação do ombro.